# Kassák Lajos
Kassák Lajos (Érsekújvár, 1887. március 21. – Budapest, 1967. július 22.) Kossuth- és Baumgarten-díjas autodidakta magyar író, költő, műfordító, képzőművész. „A magyar avantgárd atyja”.
Jóllehet Kassák esztétikai megítélése még ma is vitatott, nagy érdeme, hogy azzal a minden művészeti ágat forradalmasító mozgalommal, amit az avantgárd jelentett, a korabeli magyar irodalomban leginkább ő volt szinkronban, s formai kísérletezései során egyértelmű remekművek is kikerültek a keze alól. (Mint például A ló meghal, a madarak kirepülnek című verse, illetve az Egy ember élete című önéletírása.)
Mint azt a róla elnevezett Kassák Lajos Emlékmúzeumnak az életművét és személyiségét értékelő anyaga megállapítja, Kassákkal egy új, szuverén művésztípus tűnt fel Magyarországon a huszadik század kezdetén. Hosszú életének különböző szakaszaiban újra és újra adekvát válaszokat tudott adni a történelmi és társadalmi kihívásokra.
Ugyancsak a Kassák Múzeum mutat rá arra, hogy Kassák nem merevedett bele soha a művészóriás szoborszerű pózába. Markáns egyénisége mindvégig a világra rácsodálkozó, nyitott maradt. Korát megelőzve "csapatmunkában", illetőleg a vele hasonlóan gondolkodókkal szellemi műhelymunkában gondolkodott. Közösséget tudott teremteni: egy lap szerkesztőségét, egy kultúrcsoportot vagy akár egy kirándulókört, ahol a munkásfiatalokkal tapasztalataikat és álmaikat, vágyaikat megoszthatták egymással.
Számára a művészi tevékenység nem szorult be az esztétikai határok közé. A művészetet életformának tekintette - s ahogy Midász királynak minden arannyá vált a keze között, ő is a legprofánabb dologból is művészetet tudott csinálni.
Ismét csak a Kassák Múzeum egyik megállapítását kölcsönvéve: "Kassák Lajos a társadalomkritikát merész jövőalakító elképzelésekkel egyesítő művészetet teremtett.

## Élete
Kassák István gyógyszertári laboráns és Istenes Erzsébet mosónő gyermekeként látta meg a napvilágot a felvidéki Érsekújvárban. Bár szülei taníttatni akarták, 12 évesen gimnáziumi tanulmányait félbehagyta, hogy lakatosinasnak állhasson, segédlevelet szerzett. Szakmunkásként 1904-ben Budapestre költözött, ahol vasmunkásként angyalföldi gyárakban dolgozott. Részt vett a szakszervezetek politikai harcaiban, majd tagja lett az MSZDP-nek. 1905-ben számos alkalommal sztrájkot szervezett, emiatt többször elbocsátották. 1909-ben gyalog, pénz nélkül Párizsba ment. 1910-ben vonattal utazott haza.
A műveltség- és helyesírásbeli hiányosságok ellenére szívósan küzdött a megjelenésért. Első verse 1908-ban látott napvilágot, első novelláskötete pedig 1912-ben (Életsiratás). Ekkor már túl volt élete meghatározó élményén, az 1909-ben kezdődött gyalogtúrán, mely Párizsba vitte – ennek az útnak az eseményeit, az út során szerzett benyomásait is feldolgozta az Egy ember élete című többkötetes önéletrajzi művében (1927–1935). 1915-ben jelent meg első verseskötete (Éposz Wagner maszkjában), s ugyanebben az évben elindította első folyóiratát, A Tett címmel, amelyet egy év múltán háborúellenessége miatt betiltottak.

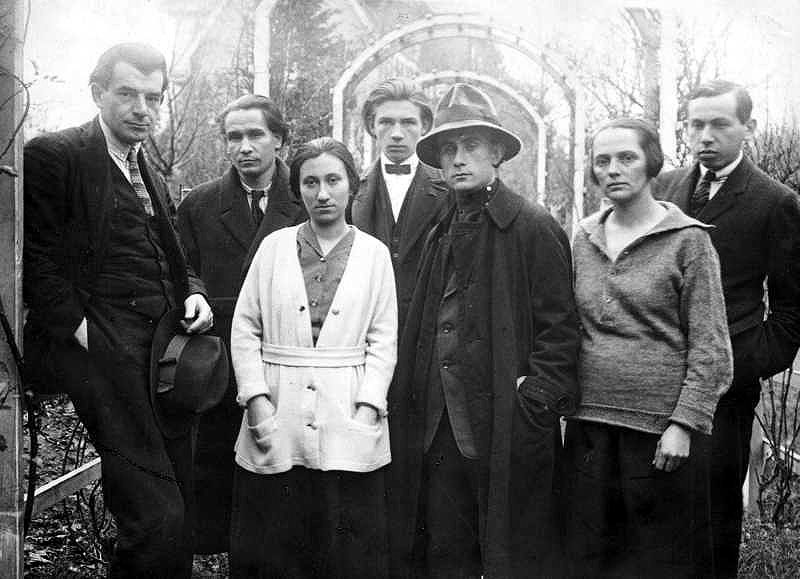
A bécsi Ma munkatársai 1922-ben: Bortnyik Sándor, Uitz Béla, Ujvári Erzsi, Simon Andor, Kassák Lajos, Simon Jolán, Barta Sándor

A Tanácsköztársaság alatt az írói direktórium tagja volt, ám a Kun Bélával folytatott vitái arra késztették, hogy távolságot tartson a bolsevik irányzattól, ugyanakkor soha nem tagadta meg baloldaliságát, és egész életében nem választotta szét a művészt és a társadalomért felelős embert. Saját magát, világképét, de még művészetét is ezzel a két szóval jellemezte: a „szocialista ember”. A kommün bukása után Bécsbe emigrált, ott jelentette meg a Ma című folyóiratának új számait. 1926-ban tért haza Magyarországra, ahol Dokumentum (1927) és Munka (1927–1938) címmel szerkesztette továbbra is független, baloldali, avantgárd szellemű folyóiratait.
Az Egy ember élete című nagyszabású önéletírása a Nyugat folyóirat hasábjain jelent meg először folytatásokban 1924 és 1933 között. Könyvalakban történt publikálása után perbe fogták az 1918–19-es részek miatt. (1945 után viszont új kiadásban már meg sem jelenhetett a mű utolsó nagy fejezete, mely éles bírálattal szólt a Tanácsköztársaság kultúrpolitikájáról.) 1935-től rendszeresen írt a Népszavába és a Szocializmusba is. 1945-ben Fodor Józseffel együtt szerkesztette az Új Időket. 1947–48-ban az Alkotás című lapnak is szerkesztője volt. Kassák 1945 után a Szociáldemokrata Párthoz közel álló szellemiségű, de teljesen független Kortárs c. folyóiratot szerkesztette, 1949-ig, amikor betiltották. 1946-ban belépett a Libertas szabadkőműves páholyba, amelyből elfoglaltságai miatt 1948-ban kilépett. 1947-től újra bekapcsolódott a pártéletbe, az SZDP Művészeti Bizottsága elnöke lett. 1948 januárjától országgyűlési képviselő volt, Kelemen Gyula megüresedett helyébe lépett. 1948-ban átigazolták az MDP-be, de 1949-től művei már nem jelenhettek meg. 1953 szeptemberében, az írószövetség párttaggyűlésén kritizálta az MDP kultúrpolitikáját, ezért kizárták a pártból. Ettől kezdve évekig nem publikálhatott, Szénaboglya c. önéletrajzi jegyzeteit halála után adták ki.
Csak 1956-tól térhetett vissza a művészeti életbe, az írószövetség közgyűlésén beválasztották az elnökségbe. 1957 után íróként a „tűrt”, képzőművészként gyakorlatilag a „tiltott” kategóriába tartozott, egy 1961-es kivétel után sem Párizsba, sem Rómába nem engedték ki saját kiállítására. 1958-tól a párizsi Magyar Műhely c. kiadvány fiatal emigráns szerkesztői (Albert Pál, Bujdosó Alpár, Nagy Pál, Papp Tibor) Kassák munkásságát állították lapjuk és saját munkásságuk középpontjába. Róla elnevezett díjat is kiadtak, külföldi és hazai avantgárd költőket és képzőművészeket kitüntetve. Kassák Lajos-díjat kapott – többek között – Erdély Miklós, Tandori Dezső, Szkárosi Endre, Petőcz András. (Természetesen a Magyar Műhely meghívására sem utazhatott külföldre.) Újabb, kis példányszámban kiadott verseskötetei: Mesterek köszöntése (1965); Üljük körül az asztalt (1968). A hatvanas években nyugat-európai bemutatásában és sikereiben a Galerie Denise Renének és Victor Vasarelynek volt szerepe. Az 1970-es években Svájcban a Galerie von Bartha és László Károly népszerűsítették, utóbbi könyvet is írt róla.

## Magánélete
17 évesen költözött Budapestre, a mai XIII. kerületi Fóti útra (ma Kassák Lajos utca). Vasmunkásként dolgozott, de szakszervezeti, munkásmozgalmi szerepvállalása miatt feketelistára került, és sokszor volt munkanélküli, ekkor kezdett először verseket írni. A modernista magyar irodalom, főként Ady Endre hatására hirtelen elhatározással 22 évesen egy barátjával (Gödrös József) felkerekedett és elindult Párizsba. Gyalogosan, pénz és nyelvismeret nélkül bejárták fél Európát, 1909 áprilisa végén indultak és október végére értek oda. Az utazás során szerzett élményei, kapcsolatai nagy hatással voltak pályájának alakulására, valamint arra, ahogy az 1910-es évek első felében vezetőként részt vett a magyar avantgárd csoportok megszervezésében. 1910 közepén tért haza, pár évig a „Hétház” nevű tömbben lakott családjával a Váci úton. Angyalföldet a második hazájának tartotta, a kerület több részén is lakott, leghosszabb ideig a Bulcsú utca 19. szám alatt (1932 és 1945 között, emléktábla és Borsos Miklós 1978-as reliefe őrzi emlékét a 21/a ház falán).
Kassák Lajos a nőkkel való viszonyát sajátosan élte meg: egyetlen gyermekét (aki kislány korában meghalt) soha nem látta, a gyermek anyjával a szülés után megszakította a kapcsolatot. Első feleségét, a nála két évvel idősebb Simon Jolánt (Simon András és Hazafi Margit leányát), még 1908-ban, 21 évesen ismerte meg, azonban csak húsz évvel később vette nőül, 1928. május 4-én Budapesten. (Felesége gyermekeit, Nagy Etelt, Rudolfot, Piroskát együtt nevelték; Etelt Vas István vette feleségül 1935-ben, fiatalon elhunyt 1939-ben.)  Az elismerés nélkül töltött évei alatt felesége tartotta el, szerény keresetéből támogatva a költő folyóiratainak kiadását. 1938-ban Simon Jolán öngyilkosságot követett el – a tragédiában nem kis szerepe volt Kassák zilált szerelmi életének, más nőkhöz írt költeményeinek. Ezután édesanyjával élt a lakásban, Budapest ostroma alatt házuk pincéjében húzták meg magukat. Mivel lakásuk megrongálódott, 1945-ben Békásmegyerre (Kőbánya utca 42.) költöztek sváb kitelepítettek házába, amit az államtól kaptak, igaz ez is elég rossz állapotban volt.
Kassák második feleségével Kárpáti (Karpeles) Klárával 1946-ban kötött házasságot. Az izraelita nő Kassák kedvéért felvette a római katolikus vallást és Kárpátira magyarosította a nevét. A nála 27 évvel fiatalabb matematikatanár feleségétől később elhidegült, ám az asszony mindvégig kitartott mellette – a költő halála után az emlékéhez sem maradt hűtlen.
A munkásságáért ajándékba kapott békásmegyeri romos parasztházat sikerült felújítani, és otthonosan berendezni 1949-re, amihez állami támogatást is kapott, de ekkortól már inkább az állam ellenségének számított, mivel nyíltan szembehelyezkedett a hivatalos művészetpolitikával. Munkáit nem adhatta ki, lapjait ellehetetlenítették, később a pártból is kizárták, ráadásul a házuk árát is kifizettették velük apránként. Ezeket az éveit nevezte a „belső száműzetés” éveinek, ekkor kezdett ismét rajzolni, festeni; közelben lakó festő barátjával Gadányi Jenővel sok időt töltött a természetben, kutyáját is magával vitte a hosszú sétákra. Sok időt töltött kertészkedéssel is; a házhoz tartozó nagy kertben 120 gyümölcsfát nevelt, és galambokat is tartott. 1954-ben a vidékies környezetből Óbudára költöztek egy lakáscserével (Bécsi út 98.), ami  Kassák életébe nagy változást hozott.
Óbudán az otthonuk a neoavantgárd művészek egyik találkozó pontja lett, Kassák élvezte a megélénkült társasági életet, rendszeres vendégek voltak nála: Nemes Nagy Ágnes, Lengyel Balázs, Mérei Ferenc, Borsos Miklós, Gyarmati Tihamér, Bálint Endre. Törzshelye lett a Malomtó presszó (Frankel Leó u. 25.). 1956-tól enyhült mellőzöttsége is: kiadták korábbi válogatott verseit, 1958-ban új verseskötete is megjelenhetett.

## Következetes antimilitarizmusa az első világháború idején
Noha a szarajevói merényletet követő háborús pszichózisnak még Ady Endre munkásságában is kimutathatóak a nyomai, Kassák Lajos egy pillanatra sem szédült meg a Szerbia elleni hadüzenet hírére támadt, a széles társadalmat átható eufóriától. Kassák ráadásul nem elégedett meg azzal, hogy passzív pacifista legyen. Aktív antimilitaristaként kívánt a küzdőtérre lépni. Ahogy fogalmazott: nem elég a „halottsiratás”, hanem „harcossá” kell válni.
Lapot kívánt alapítani, s amikor a lapalapítási engedélyt kijárta, 1915. november 1-jén végre megjelenhetett az irodalmunk történetében úttörő szerepet játszó, a kortárs szépirodalom nagyjait: Guillaume Apollinaire-t, Walt Whitmant és Filippo Tommaso Marinettit magyar nyelven először közlő Tett című folyóirat.
Jóllehet Kassák – már csak a cenzurális korlátozások miatt is – a lapot „politikai tartalom nélküli”-ként harangozta be, a Tett már a beköszönő számtól kezdve politizált, kiváltképp erős volt benne az antimilitarista hang.
Komját Aladár itt publikálta Katonadalok 1916-ban címmel három szatirikus versét, köztük a Sorozást: „Csudarendes Péter! / Jó lesz limnek-lomnak. // Nyomnélküli Gáspár! / Jó lesz kerék-nyomnak”... (Az antimilitarista nézetek a lap szemlerovatában is teret kaptak. Élesen bírálták például az önkéntesként bevonuló, a háborúban a nagybetűs „Élményt” kereső Balázs Bélát.)
Az 1916. szeptember eleji, 16., ún. „internacionális” szám az európai antimilitarista művészeket szemlézte függetlenül attól, hogy vajon a központi hatalmak, vagy pedig az antant szövetségi rendszerébe tartozó országok állampolgárai voltak-e. Helyet kaptak itt Émile Verhaeren és Georges Duhamel, George Bernard Shaw és Vaszilij Vasziljevics Kandinszkij munkái egyaránt.
A Tett az „internacionális” számmal a csúcsra jutott, alig egy hónap múlva: 1916. október 2-án viszont belügyminisztériumi rendelettel betiltották „a hadviselés érdekeit veszélyeztető tartalma miatt”.
Csaknem ötven esztendővel később Kassák így emlékezett meg A Tettnek a háborús vérzivatar kellős közepén betöltött jelentőségéről: „Az első világháború kegyetlen éveiben Magyarországon A Tett szemléletéhez hasonló alapokon, hasonló igényes és bátor hangú lap nem jelent meg.” 

## Izmusok
Kassák nevéhez több izmus is köthető (amelyekről a halála után, 1972-ben megjelent, Az izmusok története című művében is ír), összefoglalva azonban a hazai avantgárd vezéralakjának tekinthetjük. A konstruktivizmus, amelynek hazai korszaka épp a Ma bécsi korszakával veszi kezdetét, a természet rendezetlenségével szemben az emberi kultúra szervezőerejét hirdeti. Világképe szerint a célszerűség és a társadalmi hasznosság jegyében kell átformálni embert, s világot egyaránt annak érdekében, hogy a szociális igazságosság megvalósuljon. Kassák konstruktivista kiáltványai: Képarchitektúra (1922), Vissza a kaptafához (1923), A konstruktivizmusról (1922). (Kassák Lajos folyóiratának Bécsben szerkesztett számait az Osztrák Nemzeti Könyvtár digitalizálta )
Az aktivizmussal jellemzően a német expresszionisták balszárnyának és Kassáknak a törekvéseit jelölik. Kifejezetten elkötelezett baloldaliság érhető tetten a kassáki aktivizmus irányzatában, melynek célja az önmagát és a világot alakítani képes ember megvalósítása. Így például az aktivista költemények munkás-szavalókórusokban hangzanak el, a versek felépítésében is érzékelhető, hogy ezzel a sajátos előadási formával kívánják majd megszólaltatni a költeményeket. Az aktivizmus másik megjelenési formája a korabeli plakátokon látható. Kassák számos folyóirata is az aktivizmus egy-egy lenyomata.

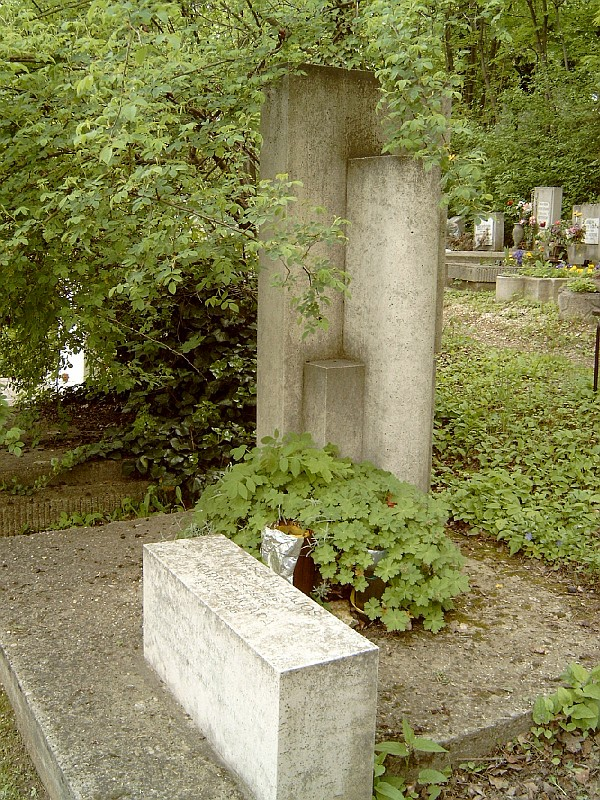
Vilt Tibor: Kassák Lajos és felesége, Kárpáti Klára sírja (Budapesten. Farkasréti temető: 21/1-1-75/76)

Kassák Lajos írói és képzőművészeti életműve rendkívül jelentős, munkássága az egész magyar avantgárd legnagyobb teljesítménye, aminek oka, hogy saját tevékenységét is nagyon szigorú mércével mérte. A művészet bármelyik terén, rendkívül gyors fejlődésen ment keresztül. Igazi maximalista volt. Korán felismerte a művészet önelvűségét. Úgy gondolta, hogy a művészet (műalkotás), nem kifejezője, hanem része a társadalmi valóságnak, nem tükörnek kell lennie, hanem önálló tevékenységnek. A kor, amelyben élt, egybeesett a munkásosztály forradalmi törekvéseivel. Kassák ezzel egyidőben akarta végrehajtani a művészet forradalmát is. Demokratikus művészeteszményt vallott, nemzetközi költői nyelv kialakítására törekedett. Ez a törekvése sikeresen találkozott az 1910-es években kibontakozó forradalmian új stílusirányzatokkal, melyekkel külföldi utazásai során ismerkedett meg. Erre az időszakra esett az avantgárd, expresszionizmus, futurizmus, dadaizmus, szürrealizmus, konstruktivizmus kialakulása. A magyar művészetben nincs még egy olyan alkotó, akinek munkássága annyira elválaszthatatlan lenne ezektől a mozgalmaktól, mint Kassáké.
Kassák, a magyar avantgárd mozgalom vezére egy alkalommal járt a német fővárosban: 1922 novemberében. Berlin avantgárd irodalmi, művészeti csoportosulásaival azonban már sokkal korábban kiépített kapcsolatokat. Folyóiratait, az 1915-ben Budapesten megindította a A Tettet, majd ennek betiltása után az 1916-tól kiadott Mát szoros szálak fűzték a berlini Die Aktionhoz és a Der Sturmhoz. 1921 áprilisától, amint a német fővárosban élő Moholy-Nagy László a Ma németországi képviselője lett, Kassákék berlini kapcsolatai tovább erősödtek. A szintén Berlinben tartózkodó Kállai Ernő rendszeresen beszámolókat írt a Ma részére a német fővárosban látható új tárlatokról, Moholy-Nagy pedig képzőművészeti illusztrációs anyaggal látta el Kassákékat. Kassák Lajos 1922. november 11-ei berlini útját Moholy-Nagy László festő és Kállai Ernő művészeti író készítette elő.

## Irodalmi munkássága
Kassák nyugatos szerzőnek tekinthető, ugyanis 1913-tól rendszeresen jelentek meg versei, prózái, kritikái és értekezései a Nyugatban, különösen, amikor Babits Mihály töltötte be a főszerkesztői posztot.
A ló meghal, a madarak kirepülnek című vers nemcsak Kassák Lajos lírájának csúcsteljesítménye, de egyben a magyar irodalmi avantgárd egyik legfontosabb produktuma is. Avantgárd jellemzői: a montázsszerű töredékessége, a hagyományos, ok-okozati összefüggések alapján való felfejthetetlensége; az olvasó nem talál olyan rendezőelvet, amelynek segítségéven a kusza képeket, motívumokat összefüggő rendszerbe illeszthetné; egy időben több tér, vagy egy térben több idő megjelenítése; a központozás hiánya. Kassák dadaista zenei elemeket is használ. ( ho zsuo ho zsup)
A Párizsba vezető, gyalogosan nyolc hónap alatt megtett útja során őt érő élményekről (tehát nyugat-európai csavargásainak emlékképeiről) és a költővé válásról szól ez a nagyívű, rendkívül hosszú: több száz soros, 1922-ben megjelent szabadvers, ez az epikába öntött líra, amelyet eleinte teljesen érthetetlennek és értelmetlennek tartottak. Mára azonban részint Nemes Nagy Ágnesnek és Latinovits Zoltánnak köszönhetően, részint az irodalomfelfogásnak az irodalmi kísérletekre való nagyobb nyitottsága miatt az egyik legtöbb nyelvre lefordított és legtöbbször elemzett magyar vers lett. (A ló meghal, a madarak kirepülnek szabad asszociációkon alapuló, bizarr látomásai erősen emlékeztetnek a beat-nemzedék emblematikus költője, Allen Ginsberg Üvöltésének évtizedekkel későbbi motívumaira. Pontosabban: Ginsberg emlékeztet a korábban élt Kassákra.)
A monumentális kassáki életmű ismert verse még az Eposz Wagner maszkjában, az Óda 1948, a Mesteremberek vagy az Egy ismeretlenhez című mű.
Az 1930-as években költészete klasszicizálódott. Lírai alkotásait ekkoriban már a szilárd belső forma, a feszes szerkezet és a nyelvi egyszerűsödés jellemzi.
Prózai művei közül kimagaslik az Egy ember élete című, a személye iránt nagy érdeklődést kiváltó önéletírása, valamint az Angyalföld című szociografikus regénye (1929).
"Engem a cselekmény sem mint írót, sem mint olvasót nem érdekel – vallotta meg Kassák egy interjújában. – Egyedül a belső történés, ami egy-egy alakban végbemegy. – S mindjárt hozzátette: – Megírni mindig csak azt tudtam, amihez személyes közöm volt. Az életet nem tanulmányozni, hanem élni kell: teljes szenvedéllyel, hogy a bőrünket süsse a forró nyersanyag. Seb van, lázadás van és semmit sem szégyellő őszinteség: a többi – a téma, mese, nagy ötlet – nem segít. Az mind szép lelkek jeles dolgozata, vagy seftelő ügyeskedés, kiagyalt bestseller, legföljebb irodalom – de nem költészet."

## Képzőművészeti tevékenysége

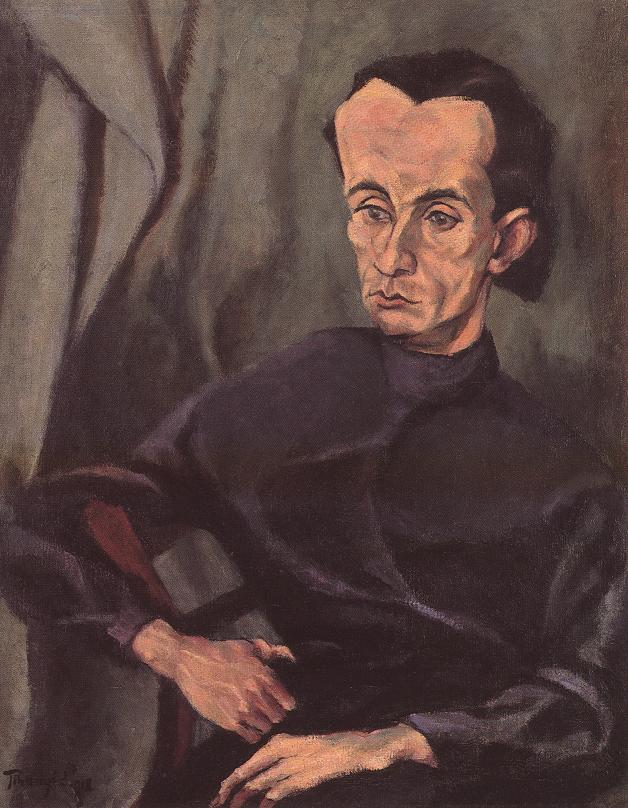
Tihanyi Lajos: Kassák Lajos

Az 1966-ban megjelent Művészeti Lexikon azt írja Kassákról, hogy mint képzőművész a konstruktivizmus híve. Az 1920-as években és az 1950-es éveket követően készített ún. képarchitektúrái a konstruktivizmus dekoratív-geometrizáló irányával mutatnak hasonlóságot. Festményeinek túlnyomó része non-figuratív, de hosszú életpályája során egyes korszakaiban tájakvarelleket és realisztikus női portrékat is készített.
Saját versesköteteit mindig ő illusztrálta.
1957-ben a Csók Galériában volt gyűjteményes kiállítása, 1960-ban pedig Párizsban mutatkozhatott be.
A Művészeti Lexikon értékítélete szerint azonban képzőművészeti vonatkozásban Kassáknak nem is annyira az alkotói, hanem szervezői működése volt jelentős. Művészetelméleti munkásságát is relevánsnak ítélik.
A Magyar Nagylexikon (2000) abban látja Kassák, a képzőművész jelentőségét, hogy a konstruktív képépítés és a geometrikus absztrakció formanyelvét variáló kompozícióival ösztönző példát – s egyúttal az avantgárddal való összekötő kapcsot – nyújtott a neoavantgárd művészek első nemzedéke számára.

## Kassák és Derkovits
Kassák Lajosnak az avantgárd körökben kivívott tekintélyét jól mutatja, hogy a pályakezdő Derkovits Gyula neki mutatta meg 1917 novemberében korai tusrajzait. A rajzokat Kassák „elég érdekesnek” találta, s úgy vélte, „határozott tehetségre vallanak”. Ezért beajánlotta az akadémikus képzésben nem részesült ifjú festőt Kernstok Károly szabadiskolájába, hogy művészi fejlődéséhez meg tudja szerezni az alapokat.
A későbbiekben is találkozott még Kassák Derkovitscsal, ám újabb munkái már nem nyerték el a tetszését. „Csupa pátosz, naiv proletárromantika” – állapította meg róluk. Ennek ellenére mindvégig figyelemmel kísérte egykori pártfogoltja sorsát, s úgy vélte, hogy „az érvényesülés útja eléggé simán feküdt elé, a társaságon kívüli, ismeretlen ember előtt tér nyílott s anélkül, hogy valamelyik festőklikk aktív tagja lett volna, a legexkluzívebb csoportok is maguk közé fogadták, a legelőkelőbb kiállítási helyiségek helyet adtak a képeinek.”
Amikor Derkovits Gyula meghalt, Kassák a Nyugatban írt nekrológjában nehezményezte, hogy az elhunyt művész tisztelői által megrendezett emlékkiállítás alkalmával sokkal több szó esett Derkovits anyagi küzdelmeiről, mint művészetének komoly értékeléséről. Ezért mélyreható elemzést adott a fiatalabb pályatárs rövid életének egyes pályaszakaszairól, s annak a véleményének adott hangot, hogy ha Derkovits Gyula a festményeivel nem is került az első sorba, grafikájában nemzetközi viszonylatban is komoly jelentőségű értéket hagyott ránk. (Farkas Zoltán a Nyugat következő számában vitába szállt Kassák Lajos Derkovits-cikkével, és a festészet terén is „mai legelső művészeink” közé sorolta Derkovitsot.)

## Kassák Múzeum
Óbudán működik a Petőfi Irodalmi Múzeum filiáléjaként a Kassák Múzeum (III., Fő tér 1.), amely kiállításoknak, múzeumpedagógiai és közművelődési programoknak ad helyet, emellett kutatási tevékenységet folytat, saját kiadványokat publikál. A múzeumot két évtizedig igazgatta Kassák műveinek kiváló kutatója, dr. Csaplár Ferenc, aki 2007 májusában betegsége és a múzeum csökkenő támogatása miatt öngyilkos lett. Utolsó írása Kassákról az Élet és Irodalom hasábjain jelent meg, amelyben Vámos Miklós egyik, Kassákot rendkívül értetlenül és tájékozatlanul lebecsülő cikkével vitatkozott.
Csaplár halála után a Kassák Múzeum igazgatója Andrási Gábor művészettörténész lett. A Petőfi Irodalmi Múzeummal közösen 2009. március 22-én jelentékeny konferenciát szerveztek, melynek előadói értékes kiselőadásokban ismertették új kutatásaikat. 2010-től 2020-ig Sasvári Edit művészettörténész igazgatta az intézményt. Az ő vezetésével nyílt meg 2011-ben Kassák! címmel az új állandó kiállítás, amelyben Kassák folyóiratszerkesztő tevékenységének állomásai, témakörei a tárgyi emlékeken kívül immár digitális formában is tanulmányozhatók. A Kassák Múzeum mint intézményi együttműködő és Dr. Argay István orvos és műgyűjtő mint alapító 2022-ben létrehozták a Kassák kortárs művészeti díjat, mely új kortárs képzőművészeti alkotások létrehozását kívánja ösztönözni. A kezdeményezéshez kiemelt patronálóként 2023-ban a Rechnitzer-gyűjtemény is csatlakozott.

## Főbb művei

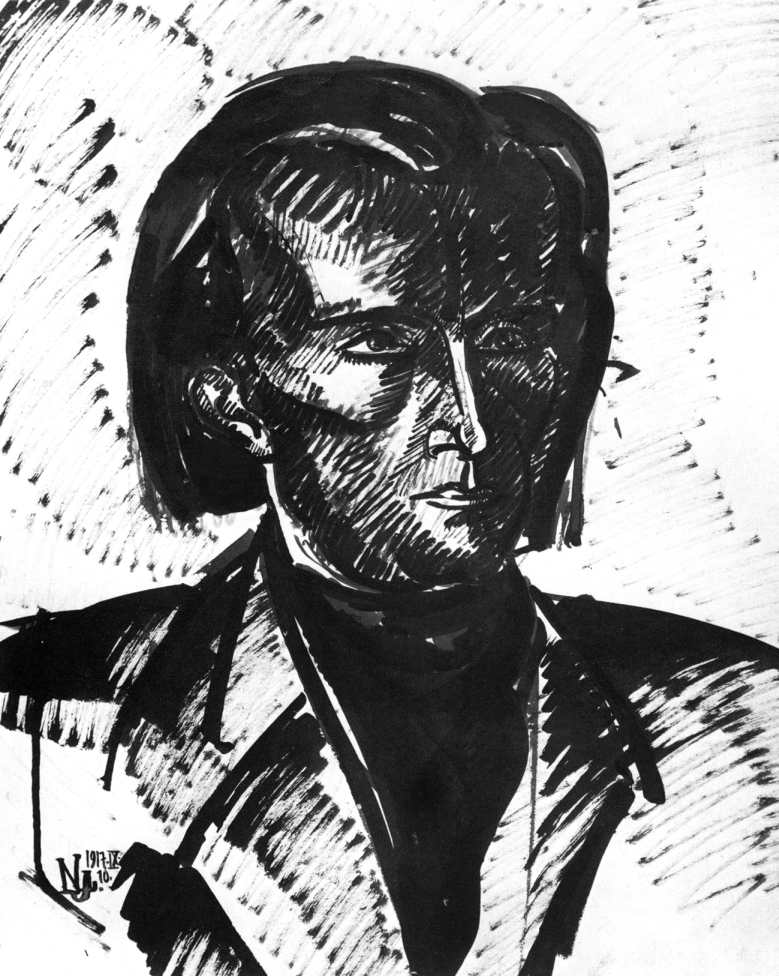
Nemes-Lampérth József: Kassák Lajos portréja (1917)

### 1919-ig
- Életsiratás; Benkő, Budapest, 1912
- Isten báránykái. Három egyfelvonásos; címlap Gulácsy Lajos; Grill, Budapest, 1914
- Éposz Wagner maszkjában; Hunnia Ny., Budapest, 1915
- Új költők könyve. György Mátyás, Kassák Lajos, Komját Aladár, Lengyel József lírai antológiája; Ma, Budapest, 1917
- Egy szegény lélek megdicsőülése és még hét novella; Athenaeum, Budapest, 1918 (Modern könyvtár)
- Khalabresz csodálatos púpja. Novellák; Táltos, Budapest, 1918
- Misilló királysága. Regény; Athenaeum, Budapest, 1918
- Hirdetőoszloppal. 1914–1918; Szellemi Termékek Országos Tanácsa, Budapest, 1919
- Levél Kun Bélához a művészet nevében; Ma, Budapest, 1919
- Tragédiás figurák. Regény; a szerző arcképe Bortnyik Sándor; Ma, Bécs, 1919

### 1920–1944

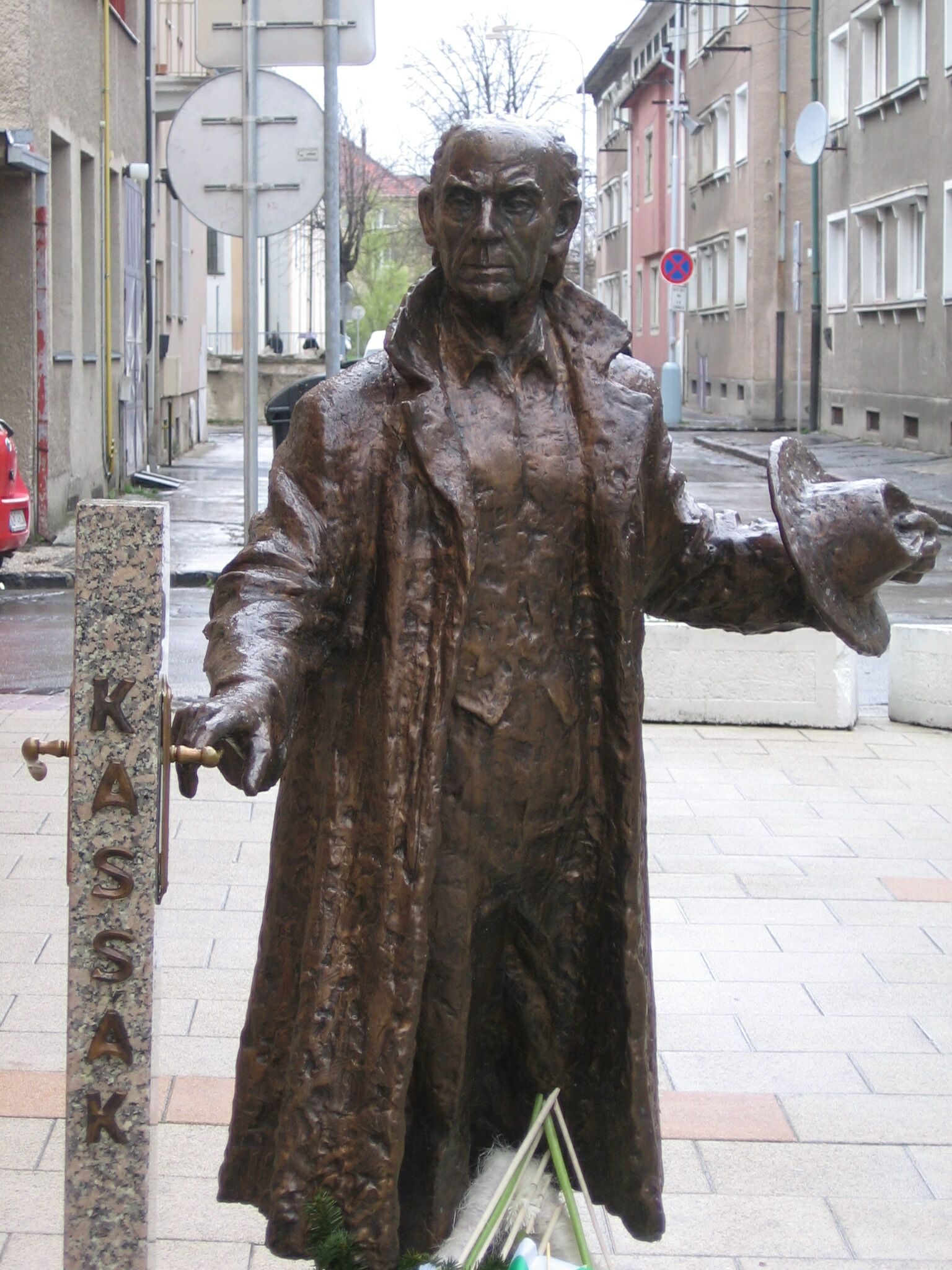
Kassák Lajos szobra szülővárosában, Érsekújvárott

- Máglyák énekelnek. 1919–1920; Bécsi Magyar Kiadó, Wien, 1920
- Világanyám. Kassák Lajos összes versei. Első könyv 1915; Bán, Wien, 1921
- Novelláskönyv. Válogatott novellák. 1911–1919; Bán, Wien, 1921
- Ludwig Kassák: Bildarchitektur; németre ford. Paul Acél; Elbemühl Druck., Wien, 1922
- Új művészek könyve; szerk. Kassák Lajos, Moholy-Nagy László; J. Fischer, Wien, 1922
- A ló meghal a madarak kirepülnek, 1922
- Kassák új versei; Írók, Bécs, 1923 (Írók könyvtára)
- Ma-Buch. Gedichte von Ludwig Kassák; németre ford., előszó Gáspár Endre; Sturm, Berlin, 1923
- Álláspont. Tények és új lehetőségek; Ma, Bécs, 1924
- Tisztaság könyve. Szabadvers és próza; Horizont–Fischer, Bécs, 1926
- Az új művészet él; Korunk, Kolozsvár, 1926 (Korunk könyvtára)
- Egy ember élete. Önéletrajz. 1-2. rész. 1-6.; Dante, Budapest, 1928–1932 (Kassák Lajos munkái)
- Napok a mi napjaink. Regény; Pantheon, Budapest, 1928 (Az új magyar regény)
- Angyalföld. Regény; Pantheon, Budapest, 1929 (Az új magyar regény)
- Marika, énekelj! Regény; Pantheon, Budapest, 1930 (Az új magyar regény)
- Kassák Lajos 35 verse; A Munka, Budapest, 1931
- Megnőttek és elindulnak. Regény; Pantheon, Budapest, 1932 (Az új magyar regény)
- A mi életünkből. A Munka első fotókönyve; szerk. Kassák Lajos; Munka, Budapest, 1932
- Kassák Lajos–Nádass József: Gorkij. Dráma; Munka, Budapest, 1933
- A telep; Pantheon, Budapest, 1933 (Az új magyar regény)
- Munkanélküliek. Regény; Nyugat, Budapest, 1933
- Az utak ismeretlenek. Regény; Nyugat, Budapest, 1934 (Nyugat könyvek)
- Napjaink átértékelése; Munka, Budapest, 1934
- Menekülők. Elbeszélések; Nagy K. és Tsa., Debrecen, 1934 (Új írók)
- Achterbuurt; hollandra ford. Székely L., bev. M. H. Székely-Lulofs [Madelon Lulofs]; Nederlandsche Keurboekerij, Amsterdam, 1935
- Földem, virágom. Kassák Lajos válogatott versei. 1915–1935; előszó Gyergyai Albert; Munka-kiadás, Kecskemét, 1935
- Három történet; Cserépfalvi, Budapest, 1935
- Anyám címére; Cserépfalvi, Budapest, 1937
- Akik eltévedtek; Cserépfalvi, Budapest, 1937
- Ajándék az asszonynak; Cserépfalvi, Budapest, 1937
- Cserépfalvi, Budapest, 1937; Cserépfalvi, Budapest, 1939
- Egy kosár gyümölcs. Regény; Dante, Budapest, 1939
- Ludoviko Kassák: La vojoj estas nekonataj (Az utak ismeretlenek); eszperantóra ford. Ladislao Spierer; F. L. E., Amsterdam, 1934
- Sötét egek alatt. Versek; Hungária Ny., Budapest, 1940
- Azon a nyáron. Regény; Dante, Budapest, 1940
- Szombat este. Új versek; Kelet Népe, Budapest, 1941
- Kassák Lajos: Tavaszi felhők / Nagy Lajos: Prof. Csizmadia / Szántó György: Erdélyi biedermeier / Szép Ernő: Karacsné nagyasszony; Grafika Ny., Nagyvárad, 1942 (Örök betűk)
- Virág Balázs; Áchim, Budapest, 1942 (Százezrek könyve)
- Két fiatal élet; Áchim, Budapest, 1942 (Százezrek könyve)
- Vallomás tizenöt művészről; Popper Ny., Monor, 1942
- Hídépítők. Regény; Singer-Wolfner, Budapest, 1942
- Vallomás tizenöt művészről; bibliofil kiad.; s. n., Budapest, 1942
- Egy emlék hálójában; Áchim, Budapest, 1942 (Százezrek könyve)
- Közelgő viharok; Áchim, Budapest, 1943 (Százezrek könyve)
- Dráma az erdőben; Áchim, Budapest, 1943 (Budapesti regények)
- Karácsonyiék. Regény; Singer-Wolfner, Budapest, 1943
- Egy álom megvalósul. Regény; Singer-Wolfner, Budapest, 1943
- Emberek – sorsok; Stílus, Budapest, 1943

### 1945–1967
- Kis könyv haldoklásunk emlékére; Új Idők, Budapest, 1945
- Kassák Lajos összegyűjtött versei; Singer-Wolfner, Budapest, 1946
- Hatvan év összes versei; Új Idők, Budapest, 1947
- Képzőművészetünk Nagybányától napjainkig; Magyar Műkiadó, Budapest, 1947
- Dal a kenyérről; ill. Róna Emy; Új Idők, Budapest, 1948
- Egy lélek keresi magát. Regény; Új Idők, Budapest, 1948
- Mögötte áll az angyal. Regény; Új Idők, Budapest, 1948
- Szegények rózsái; Új idők, Budapest, 1949
- Ahogyan elindultak, 1949
- Szénaboglya, 1955
- Kassák Lajos válogatott versei 1914–1949; bev. Gyergyai Albert; Magvető, Budapest, 1956
- Csillagok csillogjatok, virágok virágozzatok...; ill. Würtz Ádám; Móra, Budapest, 1957
- Boldogtalan testvérek. Válogatott elbeszélések; Szépirodalmi, Budapest, 1957
- Költemények, rajzok. 1952–1958; Szépirodalmi, Budapest, 1958
- Mélyáram; Magvető, Budapest, 1960
- Szerelem, szerelem. Versek, rajzok; Szépirodalmi, Budapest, 1962
- Az út vége. Regény; Magvető, Budapest, 1963
- Vagyonom és fegyvertáram; Magvető, Budapest, 1963
- A tölgyfa levelei. Versek; Magvető, Budapest, 1964
- Mesterek köszöntése; Magvető, Budapest, 1965
- A ló meghal, a madarak kirepülnek; Magyar Helikon–Szépirodalmi, Budapest, 1967

### 1968–1989
- Üljük körül az asztalt! Versek; Magvető, Budapest, 1968
- Kassák Lajos legszebb versei; vál., bev. Méliusz József, ill. Hincz Gyula; Ifjúsági, Bukarest, 1968
- Kassák Lajos összes versei, 1-2.; sajtó alá rend., utószó Kassák Lajosné; Magvető, Budapest, 1970
- Az idő múlásában. Üzenet az utolsó ladikról; Képzőművészeti Alap, Budapest, 1971
- Az izmusok története; közrem. Pán Imre; Magvető, Budapest, 1972
- A fal mögött áll és énekel; Magvető, Budapest, 1974
- Csavargók, alkotók. Válogatott irodalmi tanulmányok; vál., sajtó alá rend. Ferencz Zsuzsa; Magvető, Budapest, 1975
- Csillagok, csillogjatok, virágok, virágozzatok; rajz Würtz Ádám; 2. bőv. kiad.; Móra, Budapest, 1977
- Éljünk a mi időnkben. Írások a képzőművészetről; vál., sajtó alá rend. Ferencz Zsuzsa, jegyz. Keszthelyi Rezső; Magvető, Budapest, 1978
- Összegyűjtött műfordítások; vál., szerk. Parancs János; Magvető, Budapest, 1986
- Ahogyan elindultak; Kozmosz Könyvek, Budapest, 1987
- Számozott költemények; összeáll. Kassák Lajosné, szöveggond., utószó Csaplár Ferenc; Szépirodalmi, Budapest, 1987
- Szénaboglya; sajtó alá rend., utószó Csaplár Ferenc, előszó Botka Ferenc; Szépirodalmi, Budapest, 1988

### 1990–
- Érsekújvár; összeáll., szöveggond. Csaplár Ferenc; Kassák Múzeum, Budapest, 1992
- Fekete kandúr. Elbeszélések, jelenetek, esszék, publicisztika; szerk., utószó Urbán László; Marfa–Mediterrán–Pesti Szalon, Budapest, 1998
- Reklám és modern tipográfia. Írások, képek; szerk. Csaplár Ferenc; Kassák Múzeum, Budapest, 1999 (angolul is)
- Kassák Lajos–Pán Imre: Izmusok. A modern művészeti irányok története; szöveggond., utószó Csaplár Ferenc; 2., rekonstruált szövegű kiad.; Napvilág, Budapest, 2003 (Társtudomány)
- Utazás oda és vissza; vál., utószó Zalán Tibor; Lilium Aurum, Dunaszerdahely, 2007 (Új magyar museum)

## Társasági tagság
- Európai Iskola
- Digitális Irodalmi Akadémia (2009-től posztumusz tagja)

## Díjai, elismerései
- Baumgarten-díj (1947)
- Kossuth-érdemrend (harmadik osztály, 1948)
- Kossuth-díj (1965)

## Folyóiratok
- A Tett (1915–1916)
- Ma (1916–1925)
- 2×2 (1922–1923)
- Dokumentum (1926/1927)
- Munka (1928–1939)
- Kortárs (1945−1948)

Forrás: Galambos Ferenc (összeállító): Kassák Lajos folyóiratai (MEK)

## Származása
| Kassák Lajos (Érsekújvár, 1887. márc. 21.– Budapest, 1967. júl. 22.) író, költő, műfordító, képzőművész | Apja: Kassák István (Ratkóc, 1844. febr. 3.– Érsekújvár, 1910) patikaszolga | Apai nagyapja: Kassák János (Zakosztolány, 1800. jan. 3.– Ratkóc, 1851. aug. 23.) telkes jobbágy, vasútépítési tiszt    | Apai nagyapai dédapja: Kassák Mihály (Zakosztolány, 1771. júl. 16.– Zakosztolány, 1850. febr. 2.) telkes jobbágy                          |
| Kassák Lajos (Érsekújvár, 1887. márc. 21.– Budapest, 1967. júl. 22.) író, költő, műfordító, képzőművész | Apja: Kassák István (Ratkóc, 1844. febr. 3.– Érsekújvár, 1910) patikaszolga | Apai nagyapja: Kassák János (Zakosztolány, 1800. jan. 3.– Ratkóc, 1851. aug. 23.) telkes jobbágy, vasútépítési tiszt    | Apai nagyapai dédanyja: Papes Katalin (Alsó Dubovány, 1765 k.– Zakosztolány, 1831. aug. 30.)                                              |
| Kassák Lajos (Érsekújvár, 1887. márc. 21.– Budapest, 1967. júl. 22.) író, költő, műfordító, képzőművész | Apja: Kassák István (Ratkóc, 1844. febr. 3.– Érsekújvár, 1910) patikaszolga | Apai nagyanyja: Melis Ilona (Beregszeg, 1813. jún. 3.– Ratkóc, 1860. jún. 4.)                                           | Apai nagyanyai dédapja: Melis János (Beregszeg, 1770. szept. 16. – Beregszeg, 1857. okt. 31.) földműves                                   |
| Kassák Lajos (Érsekújvár, 1887. márc. 21.– Budapest, 1967. júl. 22.) író, költő, műfordító, képzőművész | Apja: Kassák István (Ratkóc, 1844. febr. 3.– Érsekújvár, 1910) patikaszolga | Apai nagyanyja: Melis Ilona (Beregszeg, 1813. jún. 3.– Ratkóc, 1860. jún. 4.)                                           | Apai nagyanyai dédanyja: Nadaszky Katalin (1785 k. – ?)                                                                                   |
| Kassák Lajos (Érsekújvár, 1887. márc. 21.– Budapest, 1967. júl. 22.) író, költő, műfordító, képzőművész | Anyja: Istenes Erzsébet (Érsekújvár, 1862. aug. 16.– Budapest, 1951) mosónő | Anyai nagyapja: Istenes István (Érsekújvár, 1820. júl. 28.– Érsekújvár, 1874. máj. 7.) szűrszabó, kocsis, vasúti szolga | Anyai nagyapai dédapja: Istenes János (Érsekújvár, 1778. febr. 28.– Érsekújvár, 1844. máj. 19.) zsellér                                   |
| Kassák Lajos (Érsekújvár, 1887. márc. 21.– Budapest, 1967. júl. 22.) író, költő, műfordító, képzőművész | Anyja: Istenes Erzsébet (Érsekújvár, 1862. aug. 16.– Budapest, 1951) mosónő | Anyai nagyapja: Istenes István (Érsekújvár, 1820. júl. 28.– Érsekújvár, 1874. máj. 7.) szűrszabó, kocsis, vasúti szolga | Anyai nagyapai dédanyja: Kadek Mária (Érsekújvár, 1787. márc. 6.– Érsekújvár, 1843. jún. 20.)                                             |
| Kassák Lajos (Érsekújvár, 1887. márc. 21.– Budapest, 1967. júl. 22.) író, költő, műfordító, képzőművész | Anyja: Istenes Erzsébet (Érsekújvár, 1862. aug. 16.– Budapest, 1951) mosónő | Anyai nagyanyja: nemes Jambrikovics Mária (Érsekújvár, 1829. febr. 24. – Érsekújvár, 1898)                              | Anyai nagyanyai dédapja: nemes Jambrikovics Ádám (1795 k. – 1869. márc. 26.) szűrszabó mester                                             |
| Kassák Lajos (Érsekújvár, 1887. márc. 21.– Budapest, 1967. júl. 22.) író, költő, műfordító, képzőművész | Anyja: Istenes Erzsébet (Érsekújvár, 1862. aug. 16.– Budapest, 1951) mosónő | Anyai nagyanyja: nemes Jambrikovics Mária (Érsekújvár, 1829. febr. 24. – Érsekújvár, 1898)                              | Anyai nagyanyai dédanyja: Ottinger Katalin (Érsekújvár, 1804. nov. 21. – Érsekújvár, 1876. ápr. 29.) Ürményből áttelepült pékmester lánya |

### Online
- Kassák Lajos a PORT.hu-n (magyarul)
- Ellenőrizhetetlen színjáték, Kassák eredeti hangfelvétele
- Hungaroton-lemez: Kassák versei – elmondja a költő és Latinovits Zoltán Archiválva 2016. szeptember 12-i dátummal a Wayback Machine-ben
- Élete, pályája, jelentősége
- G. Komoróczy Emőke: Kassák és a magyar avantgárd mozgalom PDF, ELTE – Hét Krajcár, Budapest, 1995,
- képek
- Néhány verse és képarchitektúrája, cikkek
- A ló meghal a madarak kirepülnek – műfordításban, Bábel Web Antológia
- Kassák Lajos: Vagyonom és fegyvertáram (MEK)
- Kassák egyetlen parlamenti felszólalása
- Lajos Kassák (szlovákul)
- 1963-as interjú Kassák Lajossal Archiválva 2021. december 11-i dátummal a Wayback Machine-ben a Petőfi Irodalmi Múzeum archívumából (riporter: Tóbiás Áron)
- Konok Péter: A Munka-Kör szellemi, politikai hátországa PDF
- Bozók Ferenc: Kassák Lajos és a transzcendencia, In: Vigilia folyóirat, 2014. augusztus

### Szakirodalom
- Gáspár Endre: Kassák Lajos az ember és munkája, Fischer, Bécs, 1924
- Murányi-Kovács Endre: Kassák Lajos, az ötvenéves költő, Munka, Budapest, 1937
- Kassák hatvanadik születésnapjára, szerk. Nádass József; Világosság Ny., Budapest, 1947
- Oltyán Béla: A század máglyáin lobogva. Kassák Lajos költői pályája, Borsod M. Ny., Miskolc, 1967
- Bori Imre–Körner Éva: Kassák irodalma és festészete (Magvető Kiadó, Budapest, 1967)
- Ma. Kassák, szerk. Carl László; Panderma, Basel, 1968
- Kassák Lajos emlékkiállítása. Székesfehérvár, István Király Múzeum, 1968. aug. 4–szept. 15., bev. Perneczky Géza; István Király Múzeum, Székesfehérvár, 1968 (István Király Múzeum közleményei. D. sorozat)
- Lajos Kassák. 1887–1967. Neue Galerie am Landesmuseum Joanneum, 8. Juni–4. Juli 1971, szerk. Wilfried Skreiner,  Landesmuseum Joanneum, Graz, 1971
- Formateremtő elvek a költői alkotásban – Babits: Ősz és tavasz között / Kassák: A ló meghal a madarak kirepülnek (Vitaülés, 1968. november 14-15., előadások és hozzászólások), szerkesztette: Hankiss Elemér, Akadémiai, Budapest, 1971, (MTA Stilisztikai és Verstani Munkabizottságának kiadványai)
- Rónay György: Kassák Lajos alkotásai és vallomásai tükrében, Szépirodalmi, Budapest, 1971 (Arcok és vallomások)
- Elek László: Gyermekversek elemzése, s. n., Szarvas–Kecskemét–Sopron, 1972 (Óvónők modern kiskönyvtára)
- Lajos Kassák. Ausstellung. Bochum, 19. Mai–30. Juni 1973, szerk. Peter Spielmann, Helmut Zumbro; Museum, Bochum, 1973
- Kassák emlékkiállítás a Petőfi Irodalmi Múzeumban. Budapest, 1973. október, szerk. Illés Ilona, Taxner Ernő; Kossuth Ny., Budapest, 1973
- Jaroslava Pasiaková: Lajos Kassák. Vývojové problémy a tendencie mad'arskej avantgardy, Univerzita Komenského, Bratislava, 1973
- Emlékkiállítás Kassák Lajos munkáiból a Győri Xántus János Múzeum Képtárában 1975. június 8–július 27., előszó, katalógus összeáll. Salamon Nándor; Dávid Lajos, Győr, 1975
- Kortársak Kassák Lajosról, szerk., sajtó alá rend. Illés Ilona, Taxner Ernő; PIM–NPI, Budapest, 1975
- Németh István: A Kassák család emlékezete, Irodalmi Szemle 1976/2, 113-118. oldal
- Vadas József: A konstruktőr. Kassák Lajos képzőművészeti munkássága, Gondolat, Budapest, 1979
- Kassák Lajos Bartók-verse. A hasonmásban mellékelt vers szövege, bemutatja Csaplár Ferenc; Magyar Helikon, Budapest, 1981 (Kézirattár)
- Lajos Kassák. Retrospective exhibition. Matignon Gallery, April–May, 1984, szöv. Paul Kovesdy, John E. Bowlt, Körner Éva; Matignon Gallery, New York, 1984 (Leader of the East-Central European constructivist movement in Budapest, Vienna and Berlin)
- Kassák Lajos a képzőművész és a kritikus. Hommage á Kassák. Szentendrei Képtár, 1985. augusztus–szeptember, szerk., kiállítás rend. Mucsi András; Pest Megyei Múzeumok Igazgatósága, Szentendre, 1985
- G. Komoróczy Emőke: „Kassák az emigrációban, 1920–1926”, Csepeli Munkásotthon, Budapest, 1986 (Műhelyfüzetek Csepeli Munkásotthon Olvasó Munkás Klub)
- Lajos Kassák, 1887–1967. 10. September bis 18. October 1987, szerk. Tanja Frank; Akademie der Künste der DDR, Berlin, 1987
- Csaplár Ferenc: Kassák körei, Szépirodalmi, Budapest, 1987
- Ferenczi László: Én Kassák Lajos vagyok, Kozmosz Könyvek, Budapest, 1987
- Emlékszám Kassák Lajos századik születésnapjára, in: Új írás, 1987/5., Lapkiadó Vállalat, Budapest, 1987
- Kibontott zászló. Az Olvasó Munkás Klub Kassák-emlékkönyve, szerk. Benke László; Népszava, Budapest, 1987
- Magam törvénye szerint. Tanulmányok és dokumentumok Kassák Lajos születésének századik évfordulójára, szerk. Csaplár Ferenc; Múzsák–PIM, Budapest, 1987
- Kassák Lajos, 1887–1967.  – A Magyar Nemzeti Galéria és a Petőfi Irodalmi Múzeum emlékkiállítása, katalógusszerkesztők: Gergely Mariann, György Péter, Pataki Gábor; MNG, Budapest, 1987
- Amikor Kassák valaki más. 1887–1987, szerk. Juhász József és Krausz Tivadar; Teszársz Károly Vasas Művészegyüttes és Ifjúsági Ház, Budapest, 1987
- Kassák Lajos emlékkönyv. Az ELTE XX. Századi Magyar Irodalomtörténeti Tanszék és a Kassák Klub által rendezett tudományos ülésszak és költői találkozó anyaga, szerk. Fráter Zoltán, Petőcz András; ELTE, Budapest, 1988 (Eötvös könyvek)
- Kassák, 1887–1967, szerk. Csaplár Ferenc, Horányi Krisztina; Corvina, Budapest, 1988 (Arion, 16.)
- Bori Imre–Körner Éva: Kassák irodalma és festészete, 2. átdolgozott kiadás, Magvető, Budapest, 1988
- Egy Kassák-interjú körülményei, In: Bertha Bulcsu: Willendorfi Vénusz, Magvető, 1988, 176. o.
- Kassák. Esszék, tanulmányok a költőről, íróról, művészről, szerk. Szávai János; Tankönyvkiadó, Budapest, 1990
- Deréky Pál: Ungarische Avantgarde-Dichtung in Wien 1920–1926, Böhlau, Bécs–Köln–Weimar, 1991
- Deréky Pál: A vasbetontorony költői, Argumentum, Budapest, 1992
- Mózsi Ferenc: A remény epileptikája. Kassák Lajos halálának 25. évfordulójára a mester számozott költeményeinek kapcsán, Framo, Chicago–Budapest, 1992 (Szivárvány könyvek)
- Fotográfiák Kassák Lajosról, 1915–1967. Kiállítás a Kassák Múzeumban. Budapest, 1992. VII. 22–X. 30., összeáll., előszó, Csaplár Ferenc; Kassák Múzeum, Budapest, 1992
- Kassák az európai avantgárd mozgalmakban, 1916–1928. Kassák Múzeum és Archívum, 1994. márc. 20–máj. 30., katalógusszerk., tan. Csaplár Ferenc; Kassák Múzeum, Budapest, 1994
- Deréky Pál: Lesebuch der ungarischen Avantgardeliteratur (1915–1930) / A magyar avantgárd irodalom (1915–1930) olvasókönyve, Böhlau, Bécs–Köln–Weimar, Argumentum, Budapest, 1996
- Szalma Mária: Kassák Lajos a XIII. kerületben, Angyalföldi József Attila Művelődési Központ, Budapest, 1999 (XIII. kerületi helytörténeti füzetek)
- Aczél Géza: Kassák Lajos, Akadémiai, Budapest, 1999 (Irodalomtörténeti könyvtár)
- Tanulmányok Kassák Lajosról, szerk. Kabdebó Lóránt et al.; Anonymus, Budapest, 2000 (Újraolvasó)
- A virágnak agyara van – In memoriam Kassák Lajos (szerkesztő: Pomogáts Béla), Nap Kiadó, Budapest, 2000
- Csaplár Ferenc: Szoboravatás Érsekújvárott – Fejezet a Kassák-kultusz történetéből, In: Kalla Zsuzsa (szerk.): Az irodalom ünnepei – Kultusztörténeti tanulmányok,  PIM, Budapest, 2000, (A Petőfi Irodalmi Múzeum könyvei 9.)
- Fajó János: Az én mesterem Kassák műhelyében; Vince, Budapest, 2003
- Kassák születésnapjai, 1917–1967, szerk. Csaplár Ferenc; Kassák Múzeum, Budapest, 2005
- G. Komoróczy Emőke: A szellemi nevelés fórumai. Kassák Lajos, Tamási Lajos, Kárpáti Kamil "körei", Hét Krajcár, Budapest, 2005
- Bartók Béla, Kassák Lajos, kiállításrend., szerk. Csaplár Ferenc; Kassák Múzeum, Budapest, 2006
- Feldinszki Mária: Kassák Lajos. Personálna bibliografia / Személyi bibliográfia, Kniznica Antona Bernoláka, Nové Zámky, 2007
- Standeisky Éva: Kassák, az ember és a közszereplő, Gondolat Kiadói Kör Kft., Budapest, 2007
- Bozók Ferenc: Kassák Lajos kérdése, In: Lyukasóra folyóirat, 2007. április
- A Kassák-kód (szerkesztő: Juhász R. József és H. Nagy Péter), Szlovákiai Magyar Írók Társasága, Pozsony, 2008
- Péter Zoltán: Lajos Kassák, Wien und der Konstruktivismus, Peter Lang Internationaler Verlag der Wissenschaften – Budapester Studien zur Literaturwissenschaft 15, Bécs, 2010
- Kárpáti Béla: Kassák. Az „új ember” prófétája, Bíbor, Miskolc, 2010
- „…fejünkből töröljük ki a regulákat”. Kassák Lajos az író, képzőművész, szerkesztő és közszereplő. Tanulmányok, szerk. Andrási Gábor; Petőfi Irodalmi Múzeum–Kassák Alapítvány, Budapest, 2010
- Kassák! A Kassák Múzeum állandó kiállítása, kiállításrend. Sasvári Edit, Csatlós Judit, tan. Andrási Gábor, K. Horváth Zsolt, Standeisky Éva; PIM Kassák Múzeum, Budapest, 2011
- Avantgárd és hagyomány, hagyomány és avantgárd – Ekszpanzió XXII–XXIII. Szimpózium(ok), szerkesztette: Németh Péter Mikola, Napkút, Budapest, 2011, (Káva téka)
- Jelzés a világba. Háború, avantgárd, Kassák, szerk. Dobó Gábor, Szeredi Merse Pál; Kassák Alapítvány, Budapest, 2016, (Az avantgárd és folyóiratai)
- Művészet akcióban. Kassák Lajos folyóiratai A Tett-től a Dokumentumig, 1915–1927, szerk. Balázs Eszter, Sasvári Edit, Szeredi Merse Pál; Kassák Alapítvány, Budapest, 2017, (Az avantgárd és folyóiratai)